# 剪灯余話
『剪灯余話』（せんとうよわ、剪燈餘話）は、中国の明代に著された短編小説集である。李昌祺撰。全5巻21話。

## 概要
瞿佑に私淑していた李昌祺によって、瞿佑『剪灯新話』の余編として編まれたもので、自序により1420年頃の撰述と推定されている。収録作品数も「新話」にならって21篇にしている。その各篇の着想は「新話」所収の作品に従うも、その技巧面ではさらに一歩すすんだところが見られる。
「新話」とセットで扱われることが多い。中国では一時失われていたが、日本の元和（1615年 - 1624年）の刊本を翻刻して、1917年に董康が中国に逆輸入した。

## 江戸文学への影響
- 浅井了意 『御伽婢子』 には2編の翻案作品がある。巻二の三 《狐の妖怪》は、巻三の五『胡媚娘伝』の[4]、巻三の四 《梅花屏風》は、巻四の四『芙蓉屏記』の翻案である[5]。
- 青木鷺水[6]の浮世草紙 『御伽百物語』 （おとぎひゃくものがたり、1706年）の《花形の鏡》は、巻一の四 『何思明遊酆都録[7]』から着想[8]。
- 林義端の『玉箒木』（たまははき、1696年） 第三巻の一 《詩人の亡魂月見の会 付けたり 清水寺詩の事》は、巻三の二 『武平靈怪録』から着想[8]。
- 草官散人[9] 纂述 『垣根草』（かきねぐさ、1770年）第四話 《在原業平文海に託して冤を訴ふる事》は、巻一の一 『長安夜行録』の、第七話 《宇野六郎廃寺の怪に遭ふ事》は第三巻の二『武平靈怪録』の換骨脱胎作である[8]。

## 日本語訳書
- 飯塚朗訳 『剪燈余話』 平凡社 中国古典文学全集20 1958年／改訂版 中国古典文学大系39 1969年。ISBN 978-4582312393

## 注・出典
1. ↑  りしょうき、名は李禎、字が昌祺。1376-1451年、江西省廬陵に生まれる。永楽二年に進士、庶吉士になり、『永楽大典』の編纂に参加、礼部郎中に抜擢、さらに広西、河南布政使、1439年職を辞し二十余年家居し1451年卒。『明史 卷一百六十一 列傳第四十九』に伝がある。 中国語版ウィキソースに本記事に関連した原文があります：明史/卷161
2. ↑  第1 - 4巻 各5篇、第5巻のみ1編、計21篇。
3. ↑  中国古典文学大系39 p.489 。作者自序署名に「永樂庚子（1420年）夏五初吉、廬陵李禎昌祺甫叙」とある。
4. ↑    - 木場貴俊「17世紀前後における日本の「妖怪」観――妖怪・化物・化生の物」『怪異・妖怪文化の伝統と創造──ウチとソトの視点から』第45巻、国際日本文化研究センター、2015年1月、145-161頁、ISSN 09152822。 p.155 より
5. ↑  渡辺守邦 《備後鞆の浦の『伽婢子』》平成22年度 日本近世文学会春季大会 発表要旨
6. ↑  あおきろすい、1658-1733年、江戸前-中期の俳人、浮世草子作者。
7. ↑  酆都、ほうと。道教で酆都大帝（中国語版）（十殿閻羅、日本でいう十王）が統治するところ。
8. 1 2 3  麻生磯次 『江戸文学への影響』 平凡社 中国古典文学大系 月報第26号 p.2
9. ↑  詳細不詳。嘗て都賀庭鐘 作とも。